# Klemens Szkot
Klemens Szkot (łac. Clemens Scottus, Clemens Hibernicus) – średniowieczny irlandzki gramatyk, aktywny na początku IX wieku.
Przebywał w państwie frankijskim na dworze Karola Wielkiego i Ludwika Pobożnego, nauczając w szkole pałacowej. Wśród jego uczniów znajdował się późniejszy cesarz Lotar I. Żył na pewno jeszcze w 826 roku, poeta Ermoldus Nigellus wymienia go bowiem wśród obecnych na chrzcie księcia duńskiego Haralda, który odbył się w tym roku. W nekrologu klasztoru w Würzburgu zanotowano dzienną datę śmierci Klemensa 29 maja, co pozwala mniemać, iż pod koniec życia usunął się z życia publicznego i osiadł w opactwie würzburskim.
Klemens cieszył się w swoich czasach wielką sławą – w kilku swoich młodzieńczych poematach opisał go późniejszy biskup Troyes Prudencjusz, a opat Fuldy Ratgar wysłał kilku uczniów na dwór frankijski specjalnie dla nauki gramatyki u Klemensa. Zachował się jego obszerny traktat pod tytułem Ars grammatica, poświęcony zagadnieniom gramatycznym. Dzieło to dedykował autor młodemu Lotarowi.